# 巨蛇座φ
巨蛇座φ，又名BD+14 2969，HD 142980、SAO 101834、HR 5940，是巨蛇座的一颗恒星，视星等为5.54，位于銀經26.21，銀緯45.02，其B1900.0坐标为赤經15h 52m 37.7s，赤緯+14° 45.02′ 4″。